# 黒川武雄

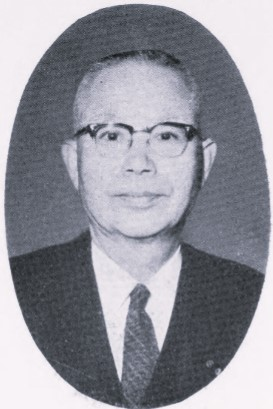
黒川 武雄

黒川 武雄（くろかわ たけお、1893年3月5日 - 1975年3月8日）は、日本の実業家、政治家。位階は正三位。虎屋15代当主、参議院議員（3期）、厚生大臣（第19代）。旧姓は福田。

## 来歴
熊本県出身。製菓業、虎屋・黒川家の養子となる。第一高等学校を経て、1917年（大正6年）、東京帝国大学法学部英法科を卒業し、第一銀行に入社。1919年（大正8年）、家業に専念し虎屋店主、さらに同会長を務め、東京和生菓子商工業協同組合理事長、全国生菓子協会会長となる。
1947年（昭和22年）4月、第1回参議院議員通常選挙に東京地方区で日本自由党から出馬し当選。のち自由党、自由民主党に所属。第3回、第5回参議院議員通常選挙で再選され3期務め、1965年（昭和40年）7月、第7回参議院議員通常選挙には出馬せず引退した。
参議院議員としては、参議院予算委員長、同外務委員長などを務め、第3次吉田内閣 (第1次改造)の厚生大臣に就任。
1965年（昭和40年）春の叙勲で勲一等瑞宝章受章。
1975年（昭和50年）3月8日死去、82歳。死没日をもって正三位に叙され、銀杯一組を賜った。
東京実業連合会会長、東京防犯協会連合会会長、日本女子経済短期大学初代学長などを歴任した。

## 著書
- 『空の旅』三省堂出版、1951年。
- 『新・空の旅』虎屋、1957年。
- 『母を憶う』虎屋、1955年。
- 『羊羹と人生』東京書房、1958年。
- 『新羊羹と人生』明るい生活、1968年。

## 親族
- 長男 黒川光朝（虎屋16代当主）